# Татьяничева Людмила Костянтинівна
Татьяничева Людмила Костянтинівна (рос. Татьяничева Людмила Константиновна; 6 (19) грудня 1915, Ардатов, Симбірська губернія, Російська імперія — 8 квітня 1980, Москва, РРФСР, СРСР) — радянська російськомовна поетеса, прозаїк, громадський діяч.

## Біографія
Народилась 6 грудня 1915 року в Ардатові (зараз Мордовія) в сім'ї сільської вчительки Горпини Степанівни Татьяничевої і студента-медика.
1919 року помер батько, 1926 — матір. Після цього Людмила жила у родичів батька. 1932 року закінчила школу і наступного року поступила на заочне навчання в Уральський інститут кольорових металів і золота, але вже 1934 року вона залишила інститут і поїхала на будівництво Магнітогорська. Того ж року журнал «Штурм» опублікував її перші вірші.
Працювала у газетах, входила до літературного об'єднання «Буксир».
Вже 1941 року заочно закінчила Літературний інститут імені Горького, у 1944 —1946 роках працювала директором Челябинського обласного видавництва. Протягом 1956 —1958 років працювала кореспондентом «Літературної газети» по Уралу.
1965 году переїхала до Москви і почала працювати секретарем правління СП РРФСР (до 1975 року). З 1967 року — член правління СП СРСР.
Людмила Костянтинівна померла 8 квітня 1980 року. Похована на Кунцевському кладовищі у Москві.

## Творчість
Автор 44 збірок віршів. Перша збірка — «Вірність» (рос. Верность) (Челябінськ, 1944). За збірку «Зорянка» (Москва, 1970) отримала премію імені М. Горького.
Прозові твори було опубліковано у книзі «Розцвіла черемуха» (рос. Расцвела черемуха) (Челябінськ, 1966).

## Вшанування пам'яті
На честь поетеси названо астероїд, вулицю у Челябінську. Челябінська бібліотека-філіал № 26 була названа її ім'ям 1996 року. До 90-річчя поетеси (2005 рік) було засновано літературну премію.